# Stefan Zbigniew Różycki

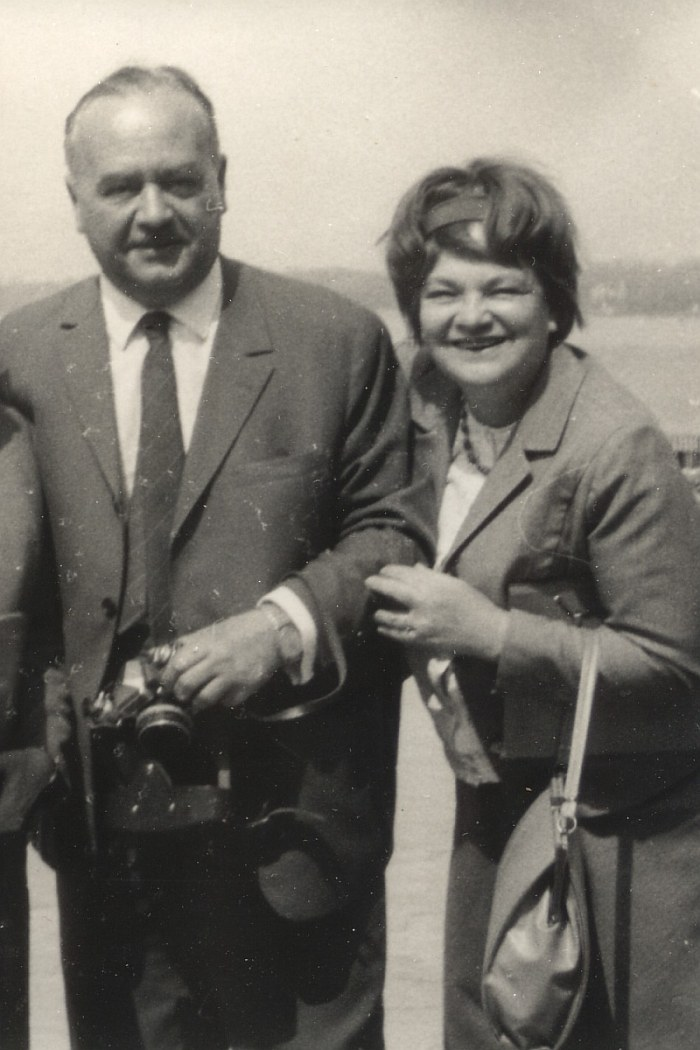
Stefan Zbigniew Różycki z żoną Wiesławą Różycką, 1969

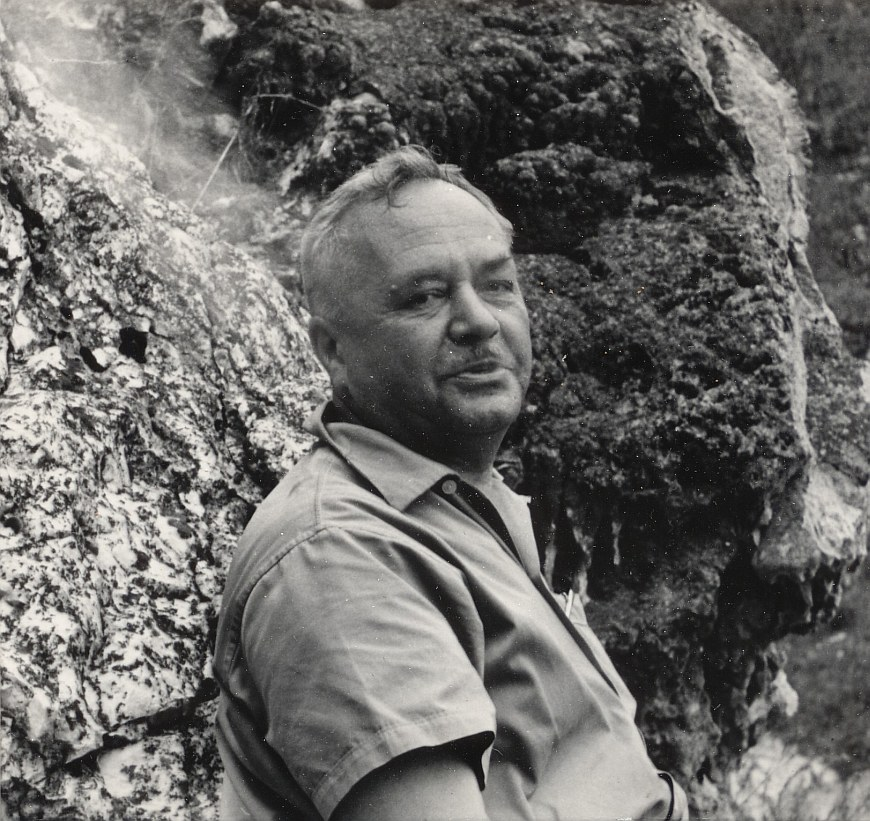
Stefan Zbigniew Różycki w czasie badań terenowych na Węgrzech, 1966

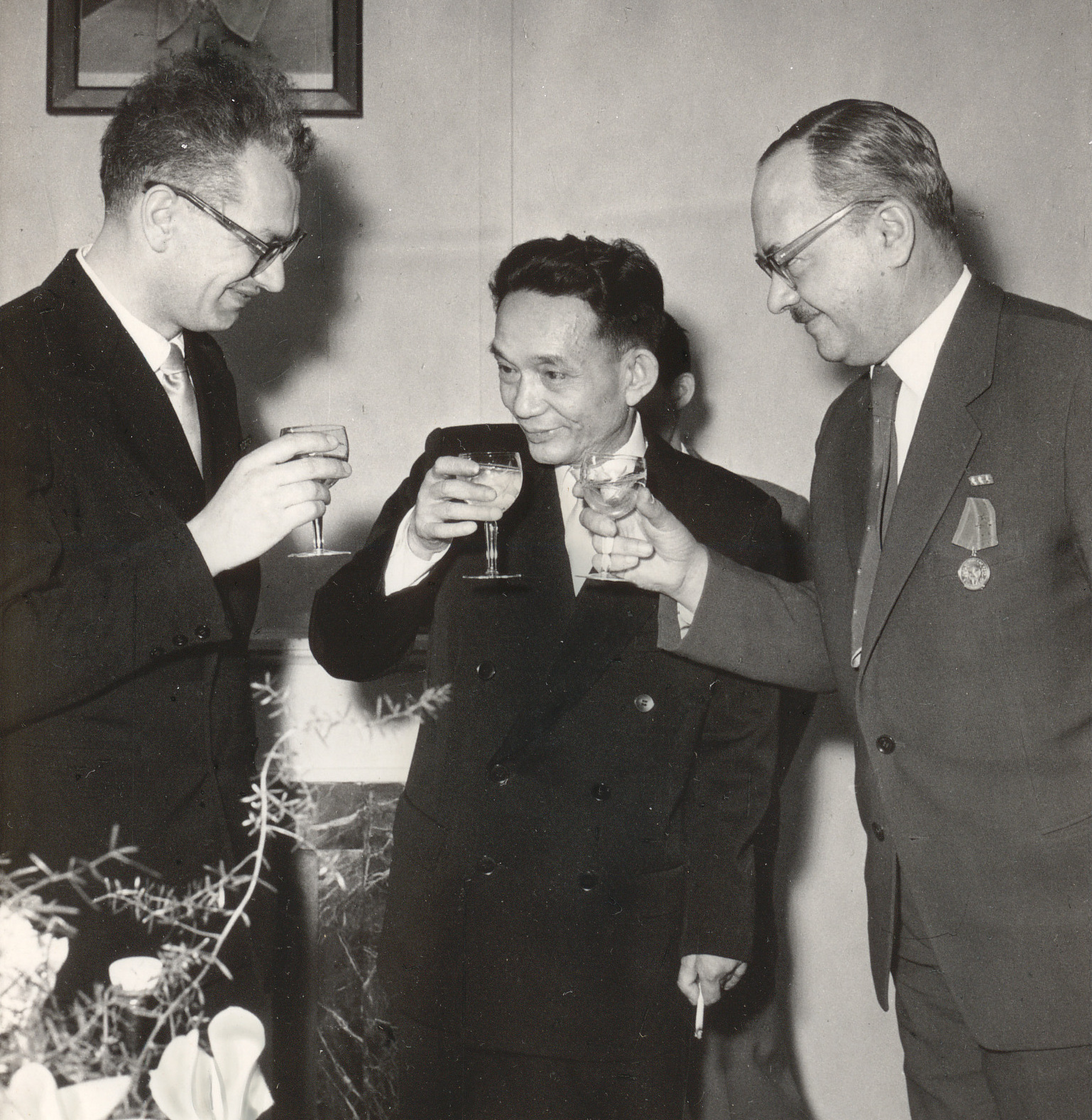
Wręczenie wietnamskiego Orderu Sztandaru Pracy I klasy. Ambasada Wietnamu w Warszawie. W środku ambasador Ngo-Duc-De, z prawej profesor Stefan Zbigniew Różycki, z lewej profesor Roman Teisseyre (1960)

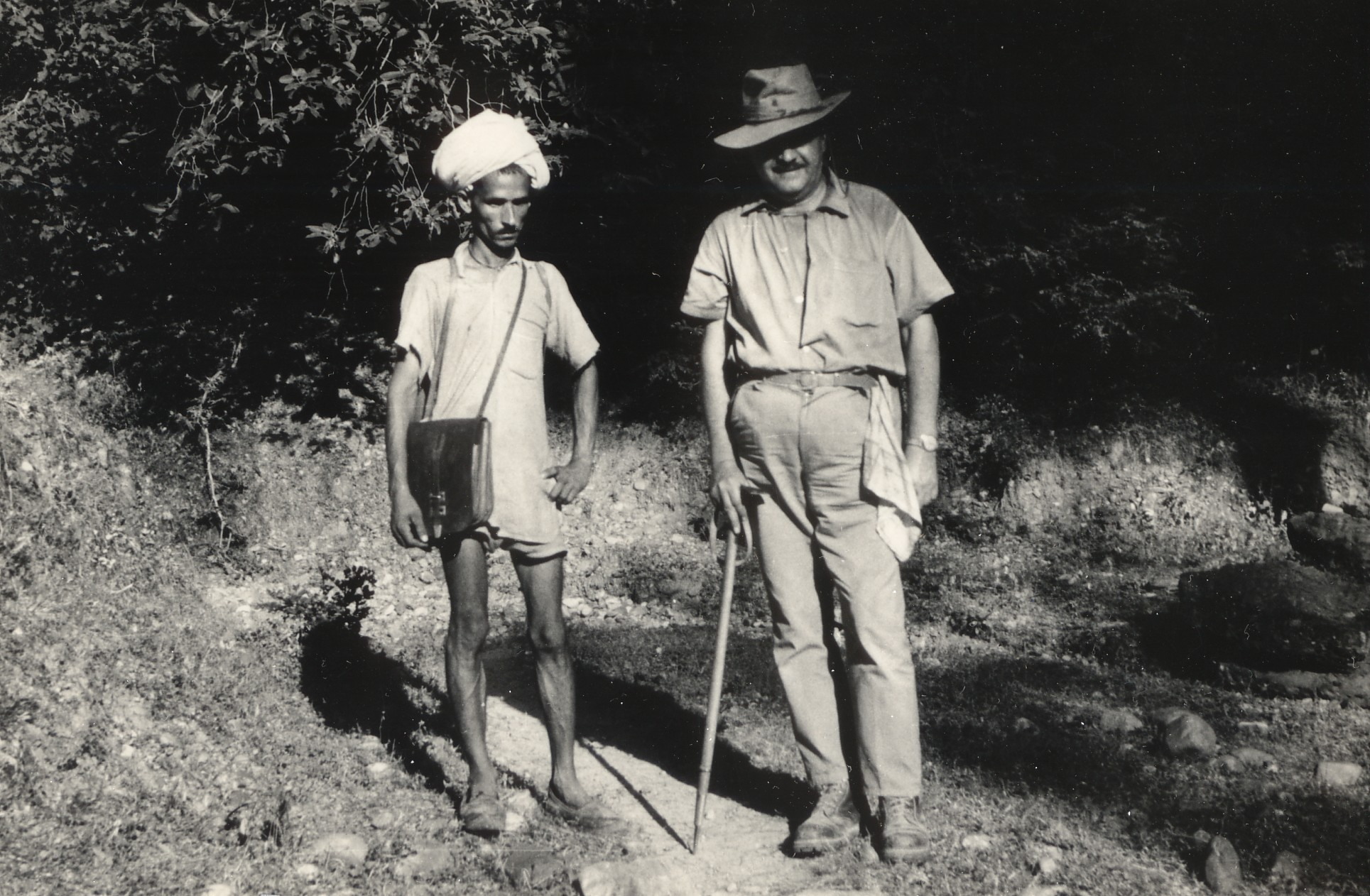
Stefan Zbigniew Różycki w czasie wyprawy do Indii, w górach Siwalik (1967)

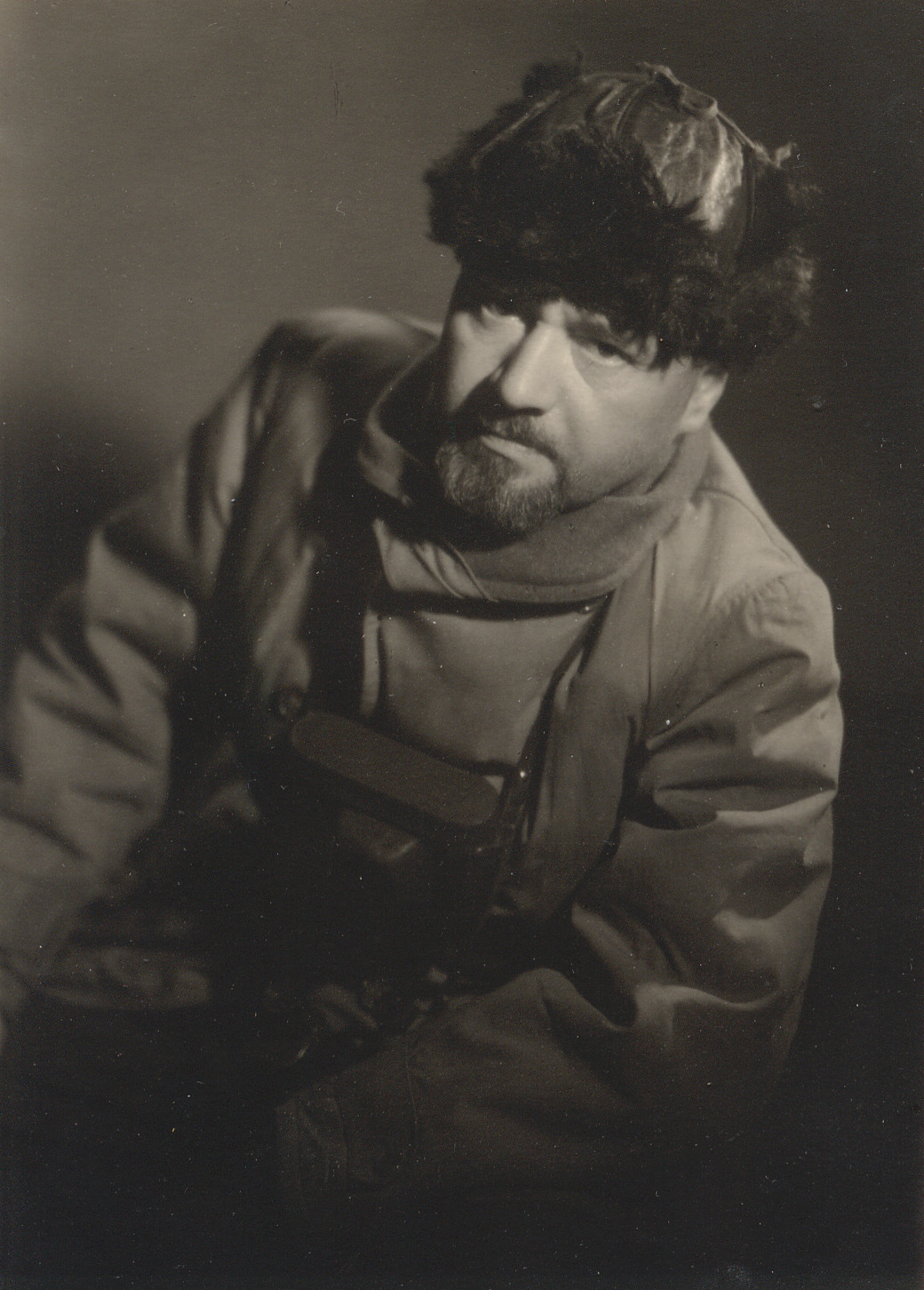
Po powrocie z drugiej wyprawy na Spitsbergen w 1958

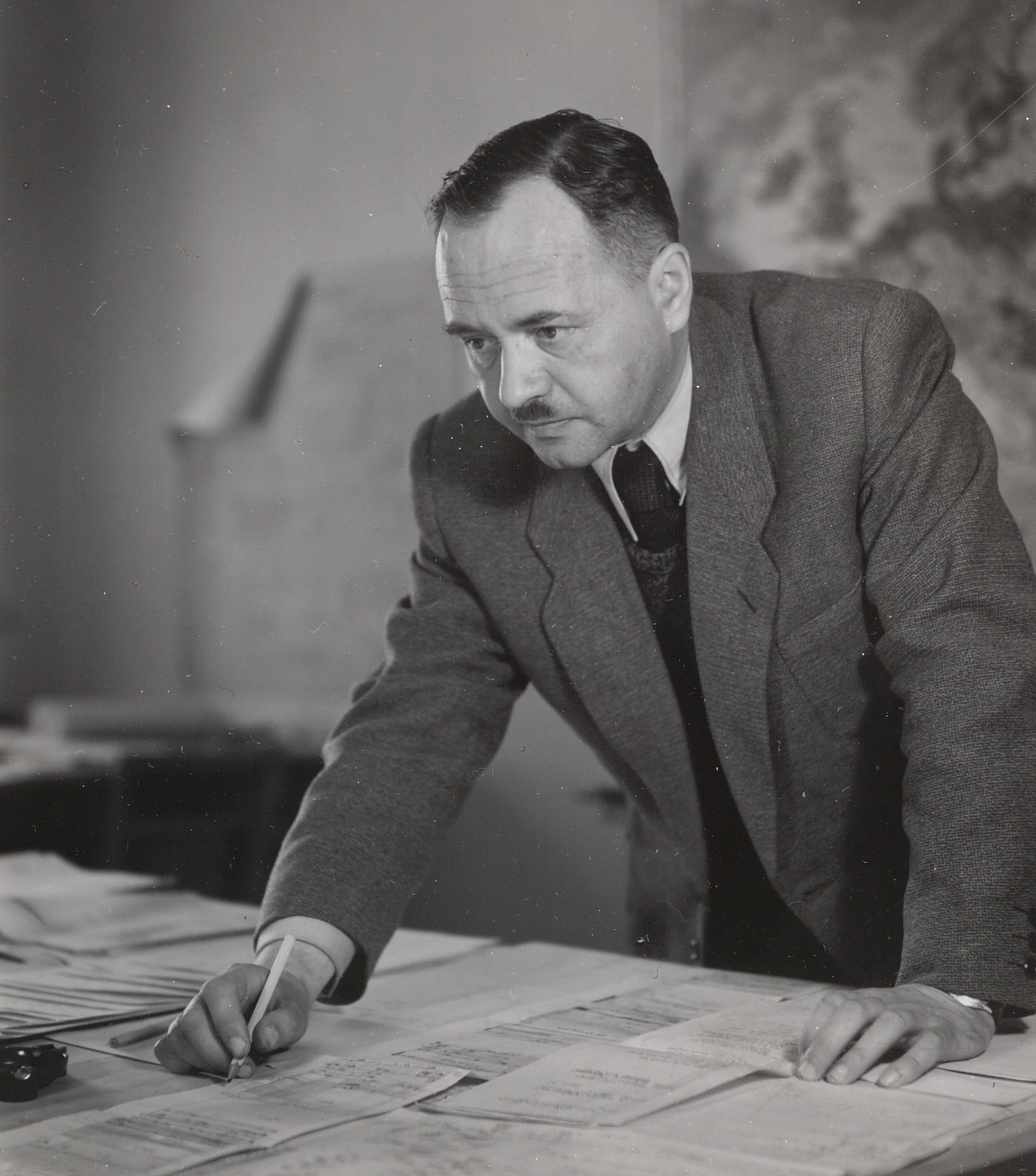
Stefan Zbigniew Różycki jako dyrektor Instytutu Geologicznego (1954)

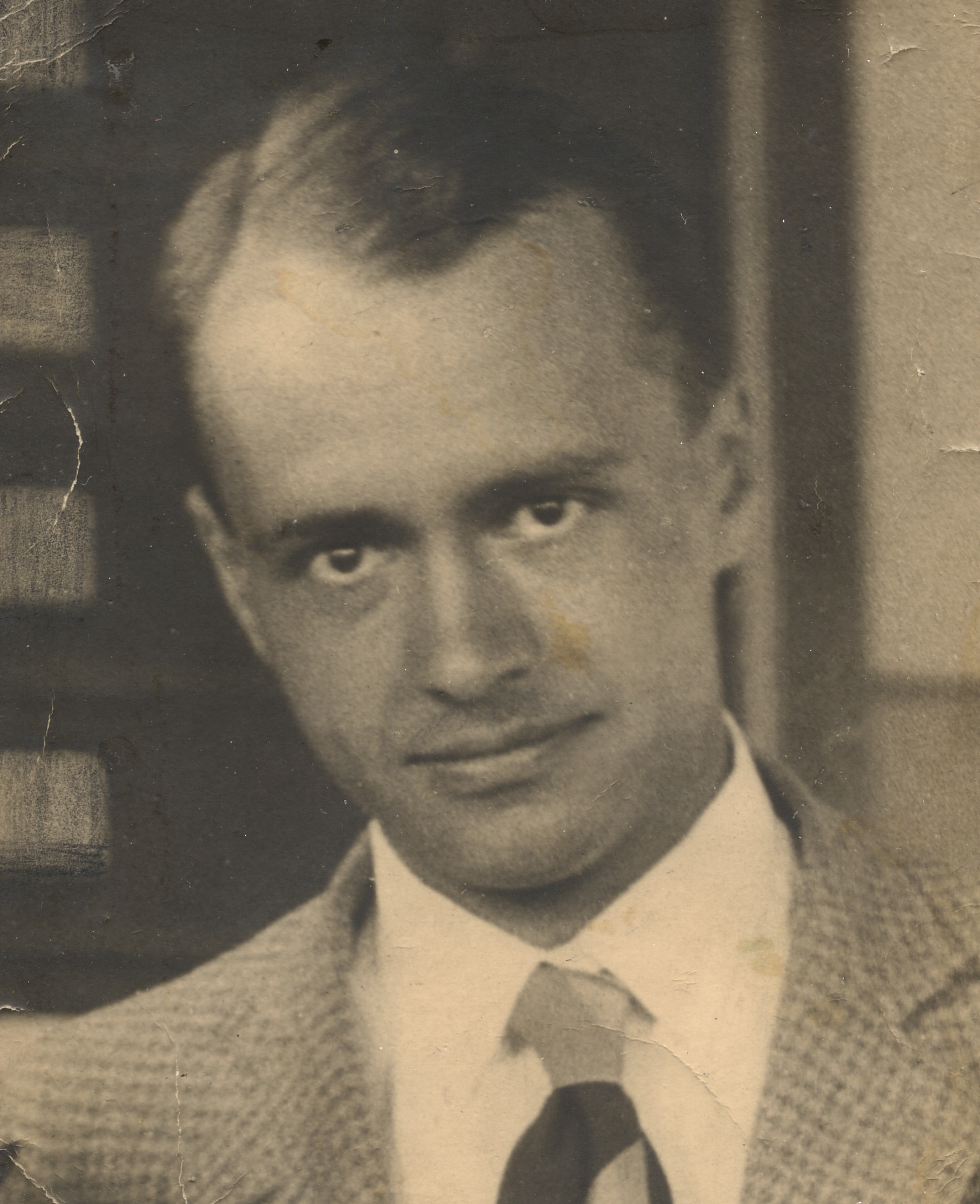
Stefan Zbigniew Różycki jako starszy asystent w Zakładzie Geologii UW po obronie doktoratu w 1932

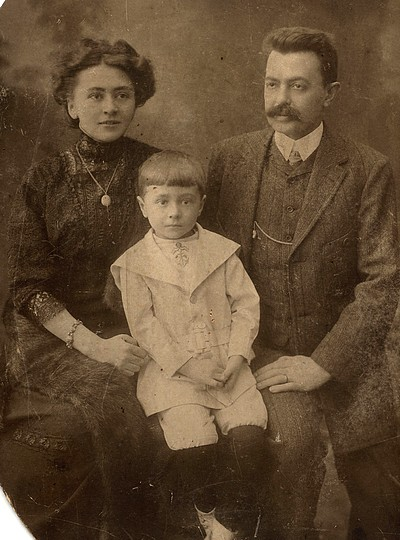
Z rodzicami, Romanem i Reginą z Rogozińskich, Konstantynówka, 1911

Stefan Zbigniew Różycki (ur. 8 stycznia 1906 w Konstantynówce k. Doniecka, zm. 16 września 1988 w Warszawie) – polski geolog i geograf, najbardziej znany ze swoich badań z zakresu geologii okresów jury i czwartorzędu.

## Życiorys

### Okres przedwojenny
Urodził się w rodzinie Romana i Reginy z Rogozińskich, ciotecznej siostry podróżnika Stefana Szolc-Rogozińskiego. Dzieciństwo spędził w Konstantynówce, gdzie w miejscowej hucie pracował jego ojciec. Uczęszczał do belgijskiego przedszkola przy hucie. W czasie wakacji dużo podróżował z rodzicami m.in. po Wołyniu, Kijowszczyźnie, Krymie, regionie Odessy i po Kaukazie. W Rosji uczęszczał do szkół średnich w Charkowie (1915–1917) i Jekaterynosławiu (1917/18). W 1918 z rodzicami przyjechał do Polski, początkowo osiedlając się w Warszawie. Tam uczęszczał do Państwowego Gimnazjum im. Stefana Batorego w Warszawie. Był tam m.in. uczniem szczególnie cenionego przezeń Gustawa Wuttke. Jako piętnastolatek zgłosił się do wojska w czasie wojny polsko-bolszewickiej. Ze względu na młody wiek nie został skierowany na front, pełnił służbę wartowniczą w Centralnym Magazynie Umundurowania Cytadeli Warszawskiej. Następnie wraz z rodzicami przeniósł się do Częstochowy. Tam uczęszczał do IV Liceum Ogólnokształcącego im. Henryka Sienkiewicza prowadząc pierwsze samodzielne badania geologiczne w obszarze Jasnej Góry. Maturę uzyskał w 1925 i w tym samym roku rozpoczął studia na Wydziale Filozoficznym Uniwersytetu Warszawskiego, gdzie wybrał geologię i geografię pod kierunkiem profesorów Jana Lewińskiego i Romana Kozłowskiego. Od 1927 asystent w Zakładzie Geologii i Paleontologii UW. W 1931 uzyskał stopień doktora filozofii w zakresie geologii i geografii fizycznej na podstawie pracy „Interglacjał Żoliborski” o pierwszym na Niżu Środkowoeuropejskim rozpoznanym stanowisku osadów interglacjalnych nie przykrytych glinami zwałowymi młodszych zlodowaceń. Egzamin doktorski zdał 16 czerwca 1931 we Lwowie. Już w czasie studiów podjął współpracę z Państwowym Instytutem Geologicznym. Wykonywał tam mapę geologiczną w skali 1:100 000, arkusz Żarki. Jako asystent prof. J. Lewińskiego uczestniczył w pracach związanych z kanalizacją Warszawy. W ich efekcie, wspólnie ze Zbigniewem Sujkowskim, wydał w 1937 atlas „Geologia Warszawy” będący wówczas pracą pionierską w skali europejskiej. Poza tekstem objaśniającym i czterema przekrojami przez Warszawę, zawierał on trzy mapy geologiczne, z których jedna ukazywała geologię powierzchni terenu, druga sytuację geologiczną na głębokości 5 m, trzecia sytuację na głębokości 10 m. Ponadto zawierał on mapę górnej powierzchni iłów poznańskich oraz rozmieszczenie dawnych glinianek i stawów na obszarze Warszawy. Z inicjatywy Teodora Toeplitza prowadził badania geologii czwartorzędu Warszawy i okolic, również w aspekcie problemów urbanistycznych. Współpracował wówczas także ze Stanisławem Różańskim, Szymonem Syrkusem i Janem Chmielewskim, którzy byli m.in. inicjatorami opracowania warunków przyrodniczych uzdrowiska Otwock koło Warszawy. Brał również udział w geologicznym opracowaniu do pierwszych projektów metra w Warszawie.
Obowiązkową służbę wojskową odbył w Szkole Podchorążych Saperów w Modlinie w latach 1932–1933, po czym powrócił do Zakładu Geologii UW. Razem ze Stanisławem Siedleckim oraz Stefanem Bernadzikiewiczem przygotował i odbył w 1934 r. pierwszą polską wyprawę polarną na Spitsbergen. Na pamiątkę jego udziału w ekspedycji jeden ze szpicbergeńskich lodowców nazwany został Lodowcem Różyckiego (współrzędne geograficzne 77°22′N 15°54′E/77,366667 15,900000). Materiały badawcze zebrane w czasie wyprawy, których wstępne opracowanie ogłosił w 1937 zostały przygotowane do druku w 1938, lecz nie doczekały się wówczas publikacji. Zniszczone prawie zupełnie w 1939, po wielu latach zostały ponownie opracowane w oparciu o ocalałe notatki i ukazały się dopiero w 1957. Od 1937 zatrudniony w Państwowym Instytucie Geologicznym jako starszy geolog. Poszukiwał rud żelaza w Radomskiem i badał północne obrzeżenie Gór Świętokrzyskich. Wynikiem tych prac było wyznaczenie – nieznanego jeszcze wówczas – przebiegu północnego i północno-wschodniego jurajskiego i kredowego otoczenia masywu świętokrzyskiego. Jednocześnie pracował w tym okresie nad stratygrafią jury i kredy wschodnich i północnych obrzeżeń regionu świętokrzyskiego. Wszystkie materiały z tych badań uległy zniszczeniu pod gruzami Zakładu Geologii UW w 1939, razem ze zbiorami skał i skamieniałości z jury polskiej (kilkanaście tysięcy okazów) i ze Spitsbergenu.

### Lata wojenne
W lipcu 1939 zmobilizowany do 4 Pułku Saperów do Przemyśla, skąd jeszcze w czasie obrony Warszawy wyruszył okrężną drogą przez Lwów, Łuck, Brześć, do Siedlec i dalej pieszo do stolicy. W czasie jej oblężenia, na Mokotowie, Górcach i Odolanach wspomagał pracami saperskimi oddziały piechoty. Po kapitulacji nie poszedł do niewoli, zamieszkał na terenie Państwowego Instytutu Geologicznego. W czasie okupacji zaangażowany w działalność podziemną w AK. Na polecenie władz konspiracyjnych pracował w byłym Państwowym Instytucie Geologicznym w Warszawie, który przemianowano na „Amt für Bodenforschung” (z centralą w Krakowie jako stolicy Generalnego Gubernatorstwa). Opracowywał mapy do celów wojskowych. W latach 1941–1942 współpracował konspiracyjnie z grupą architektów i urbanistów (w skład której wchodzili m.in. Szymon Syrkus, Jan Olaf Chmielewski, Michał Kaczorowski, Stanisław Tołwiński) w Społecznym Przedsiębiorstwie Budowlanym przygotowując przyszłe plany rozbudowy Warszawy. Od 1943 kierował komórką przy „Szefostwie Służby Geograficznej” Komendy Głównej AK (kryptonim „Schronisko”) i awansował do stopnia porucznika. Brał udział w tajnym nauczaniu. W okresie powstania warszawskiego uczestniczył w skutecznym zabezpieczeniu zbiorów naukowych Państwowego Instytutu Geologicznego. Po powstaniu uciekł z transportu do Pruszkowa i przez Piaseczno wrócił do Warszawy.

### Okres powojenny
Jako jeden z pierwszych przybyłych do stolicy po jej opuszczeniu przez wojska niemieckie przystąpił do zabezpieczenia majątku Państwowego Instytutu Geologicznego na stanowisku jego tymczasowego kierownika. Od 1 lutego 1945 do września 1946 był kierownikiem Pracowni Fizjografii Urbanistycznej przy Wydziale Urbanistycznym w Biurze Odbudowy Stolicy. W 1945 otrzymał Brązowy Krzyż Zasługi za udział w szybkim uruchomieniu wodociągów warszawskich.
Habilitował się w 1945 na Wydziale Matematyczno-Przyrodniczym Uniwersytetu Warszawskiego pracą „Baton, kelowej i oksford Jury Krakowsko-Częstochowskiej”, a w 1946 został profesorem nadzwyczajnym Uniwersytetu Warszawskiego i objął Katedrę Geografii Fizycznej na UW. W latach 1948–1951 pełnił obowiązki prodziekana Wydziału Matematyczno-Przyrodniczego UW, a w okresie 1949–1950 był zastępcą dziekana tego wydziału. Był redaktorem Wydawnictw Geograficznych PZWS (1946–1948), członkiem redakcji pisma „Geografia w szkole” (1947–1949) oraz uczestniczył w Komisji Oceny Książek i Podręczników, działającej przy Departamencie Nauki w Ministerstwie Oświaty (1946–1948).
Od 1951 sprawował funkcję organizatora Ośrodka Szkolenia Geologów, którego prace doprowadziły do utworzenia Wydziału Geologii na UW w 1952. W tym roku objął pierwszą na świecie Katedrę Geologii Czwartorzędu i kierował nią do jej likwidacji w 1968 r. Następnie objął kierownictwo Zakładu Geologii Czwartorzędu na Wydziale Geologii UW. W 1952 otrzymał Nagrodę Państwową II Stopnia za pracę Górny dogger i dolny malm Jury Krakowsko-Częstochowskiej. Wyrazem uznania dla jego prac jurajskich było też nadanie w późniejszym okresie niektórym amonitom nazw gatunkowych od jego nazwiska (Paramelliceras różyckii oraz Cadomites różyckii). Od października 1953 przez dwa lata sprawował funkcję dyrektora Instytutu Geologicznego Centralnego Urzędu Geologii (poprzednio Państwowego Instytutu Geologicznego), nie przerywając pracy na Uniwersytecie Warszawskim. Przeprowadził jego reorganizację i opracował nowy program prac badawczo-poszukiwawczych, zwłaszcza dla Niżu Polskiego pod kątem jego potencjalnych możliwości surowcowych. Osobiście kierował i brał udział w badaniach poszukiwawczych złóż rud żelaza w rejonie Łęczycy.
W 1954 objął kierownictwo stworzonej przez siebie Pracowni Geologii Czwartorzędu w Instytucie Nauk Geologicznych PAN i uzyskał nominację na profesora zwyczajnego. W 1964 został przewodniczącym powołanego z jego inicjatywy Komitetu Badań Czwartorzędu PAN. W latach 1954–1959 stał na czele Podkomisji Wypraw Polskiego Komitetu Roku Geofizycznego. Zainicjował badania eksperymentalne nad zanikaniem lodowca i kształtowaniem się związanych z tym form, na specjalnie urządzonym w piwnicy modelu martwego lodowca (z zagrzebanego w gliniastym piasku lodu rzecznego).
Uczestnik licznych wypraw naukowych, m.in. do Chin i Wietnamu (1956, 1957, 1965) i Indii (1967), gdzie prowadził badania w strefie brzeżnej Himalajów. W 1958 brał udział w pierwszej powojennej polskiej wyprawie na Spitsbergen. Osobiście kierował wówczas grupą badawczą, która po 24 latach znalazła się w rejonie Fiordu Van Keulen, a więc w okolicy penetrowanej przez pierwszą polską wyprawę spitsbergeńską w 1934. W latach 1958/1959 stanął na czele polskiej grupy w czasie ekspedycji radzieckiej na Antarktykę odbywającej się na pokładzie statku „M.S. Michaił Kalinin”. Brał udział w przejęciu przez Polskę byłej radzieckiej stacji badawczej „Oazis” w Oazie Bungera i nadaniu jej imienia Antoniego Bolesława Dobrowolskiego. W szczególności przypadł mu w udziale zaszczyt podniesienia polskiej flagi nad stacją. Dla upamiętnienia jego udziału w tej ekspedycji wzniesieniu w Oazie nadano nazwę „Góra Różyckiego” (wys. 70,9 m n.p.m.) 66°16′40″S 100°46′00″E/-66,277778 100,766667. Brał udział w wielu wyjazdach badawczych do ZSRR m.in. do Włodzimierza (1963), Moskwy (1965), Taszkientu i Samarkandy (1969), na środkową Równinę Rosyjską, m.in. do Uglicza (1970), na Kaukaz i do Mołdawii (1972). Blisko współpracował z Instytutami Geologii oraz Geografii Radzieckiej Akademii Nauk w Moskwie. Posiadał liczne kontakty z naukowcami francuskimi, nawiązane szczególnie podczas wizyty w 1962, w ramach wymiany kulturalnej (wykłady i wizyty w Paryżu, Strasburgu, Lyonie, Grenoble, Aix-en-Provence, Tuluzie, oraz liczne wycieczki po Francji) oraz rozszerzone w 1965 poprzez wizyty i konsultacje w Instytutach: Geograficznym, Geologicznym i Naftowym. M.in. odbywa wówczas konsultacje w sprawie zlodowacenia Sahary, w wyniku których konstatuje, że było to zlodowacenie ordowickie typu kontynentalnego. Konsultacje te sfinalizowały się zaproszeniem w 1970 do francuskiej ekspedycji na Saharę Centralną, gdzie stwierdza i bada staropaleozoiczne osady glacjalne i ich kontakt z ówczesnymi osadami morskimi.
W okresie 1971–1975 kierował utworzonym przy Wydziale Geologii UW Zespołem Naukowym Centralnej Magistrali Kolejowej (CMK), który przygotował w szczególności dokumentację linii dla odcinka Zawiercie-Grodzisk Mazowiecki oraz niezrealizowanej części na północ od Warszawy. Brał również udział w sporządzeniu dokumentacji do odbudowy Zamku Królewskiego w Warszawie poprzez opracowanie sytuacji geologiczno-geomorfologicznej cypla zamkowego i historii jego zagospodarowania oraz warunków posadowienia zamku.
Po przejściu na emeryturę w 1977 pracował nad historią geologii w Warszawie oraz nad występowaniem i genezą utworów lessowych na świecie.
Był autorem wielu opracowań popularnonaukowych. W szczególności wydał w 1979 książkę pt. „Geolog detektywem – Na tropie ludzi, kultur i sztuki”, w której przedstawił swoją hipotezę dotyczącą losów Atlantydy. Opierając się na wynikach badań archeologicznych, sugerował istnienie zniszczonego przez trzęsienie ziemi wielkiego „mocarstwa kamiennego”, rozciągającego się od Wysp Brytyjskich po Maroko i Algierię. Występował w programach popularnonaukowych w Polskim Radio oraz w telewizji m.in. w programach „Eureka”, „Trust mózgów” i „Klub sześciu kontynentów”.
Był promotorem blisko 200 prac magisterskich oraz 26 rozpraw doktorskich oraz redaktorem naczelnym czasopism „Quaternary Studies in Poland” i „Studia Geologica Polonica”.
Został pochowany na cmentarzu Powązkowskim w Warszawie (kwatera 15-2-12/13/14/15).

## Członkostwo w organizacjach naukowych i wyróżnienia
Od 1952 członek korespondent Polskiej Akademii Nauk, po wchłonięciu przez nią Towarzystwa Naukowego Warszawskiego, którego był wieloletnim członkiem (również po reaktywacji w 1980). Od 1969 r. członek rzeczywisty PAN. W latach 1954–1957 był członkiem ówczesnej Centralnej Komisji Kwalifikacyjnej do spraw rozwoju kadr naukowych.
Aktywnie działał w wielu organizacjach naukowych, w szczególności INQUA (International Association on Quaternary Research), w kongresach której w Madrycie (1957), Warszawie (1961), Denver (1965) i Paryżu (1969) odgrywał ważną rolą organizacyjną i naukową, w szczególności będąc zastępcą przewodniczącego komitetu organizacyjnego kongresu w Warszawie czy przewodniczącym polskiej delegacji na kongres w Denver. W 1977 na kongresie INQUA w Birmingham został wybrany jej członkiem honorowym. Działał także w TUP (Towarzystwie Urbanistów Polskich), za co został nagrodzony Złotą Odznaką Honorową TUP w 1973, oraz w Polskim Towarzystwie Geologicznym. W latach 1961–1964 był prezesem Polskiego Stowarzyszenia Filmu Naukowego (PSFN), zaś w 1974 otrzymał jego Złotą Odznakę. Był też członkiem International Glaciological Society, honorowym członkiem Komitetu Badań Polarnych PAN oraz Polskiego Towarzystwa Geograficznego (1983), którego medalem został odznaczony w 1980.
Wyróżniony wieloma odznaczeniami krajowymi i zagranicznymi w tym Krzyżem Komandorskim z Gwiazdą Orderu Odrodzenia Polski (za zasługi dla rozwoju nauki w 1986), Krzyżem Komandorskim Orderu Odrodzenia Polski (za organizację wypraw naukowych Międzynarodowego Roku Geofizycznego w 1962), Orderem Sztandaru Pracy II klasy (1977), brązowym Krzyżem Zasługi (1945), Medalem 10-lecia Polski Ludowej (1954), Medalem 40-lecia Polski Ludowej (1984), wietnamskim Orderem Pracy I klasy (1960) oraz Medalem Mikołaja Kopernika Polskiej Akademii Nauk. Laureat Nagrody Państwowej I stopnia (1968, za dzieło pt. „Plejstocen Polski Środkowej”) i II stopnia (1951, za prace z dziedziny poznania jury polskiej oraz prace z geografii fizycznej) oraz nagrody Fundacji Alfreda Jurzykowskiego (1971). Za prace w zespole naukowym CMK wyróżniony Medalem Budowniczego Centralnej Magistrali Kolejowej.

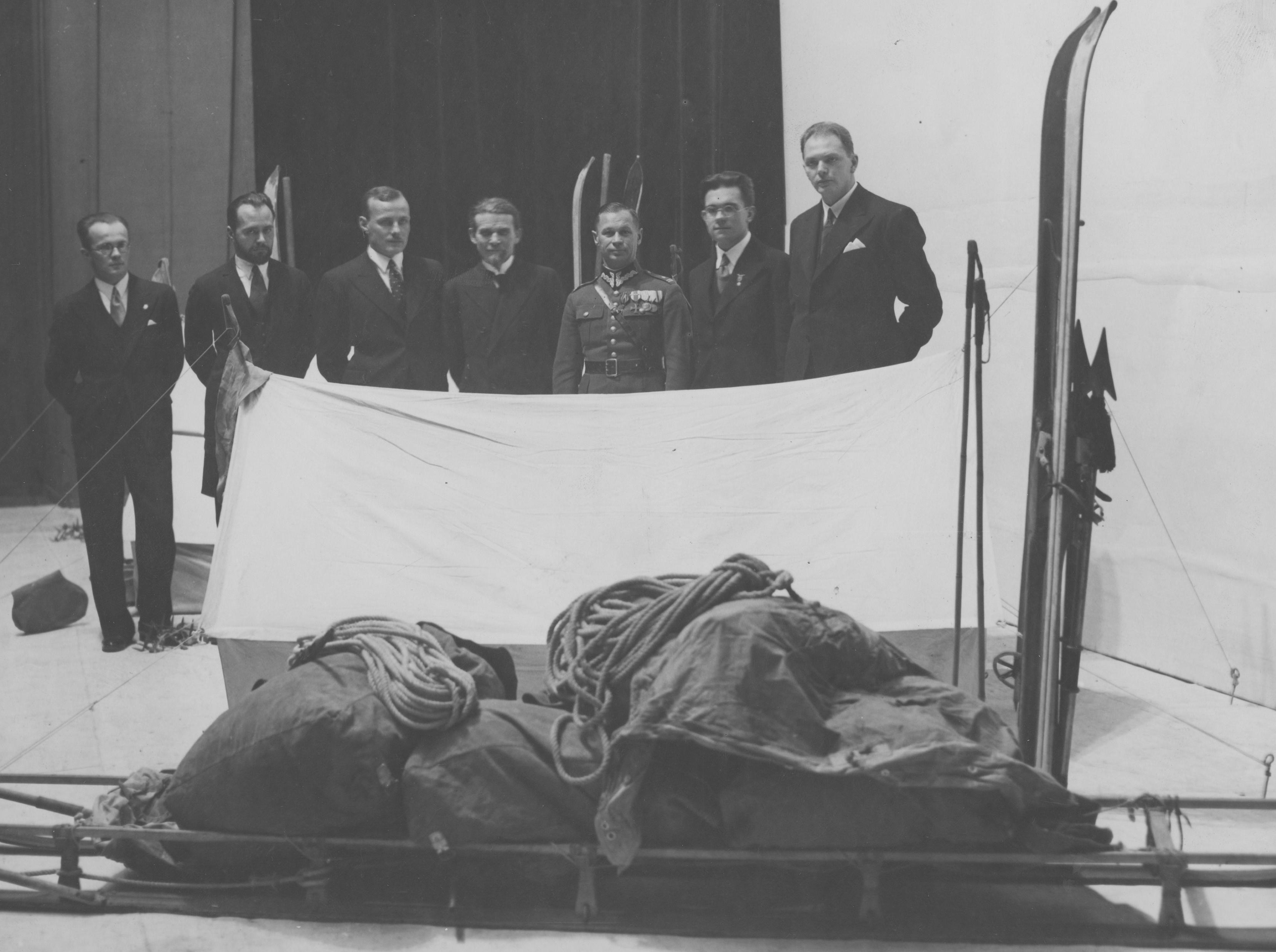
Uczestnicy polskiej wyprawy naukowej w 1934 r. na Spitsbergen. Stoją od lewej: Henryk Mogilnicki, Stefan Bernadzikiewicz, Stefan Zbigniew Różycki, prof. Antoni Bolesław Dobrowolski, mjr Sylweriusz Zagrajski, Stanisław Siedlecki, Witold Biernawski.

## Życie prywatne
Żona Wiesława Różycka, córka Barbara Różycka-Zarycka.

## Wybrane publikacje
- (1927) Materiały źródłowe z otworów świdrowych okolic Warszawy. [w:] J. Samsonowicz (red.) Budowa geologiczna i dzieje okolic Warszawy. Przewodnik geologiczny po Warszawie i okolicy. Warszawa.
- (1929) Interglacjał Żoliborski, Sprawozdania Towarzystwa Naukowego Warszawskiego, 22, s. 7–29, Warszawa.
- (1929) Dwa profile geologiczne przez Warszawę. (Sprawozdania Towarzystwa Naukowego Warszawskiego, 22) [wraz z J. Lewińskim].
- (1935–1938) Arktyka (Wielka Encyklopedia Powszechna, z. 56, 78, 101, 102, Trzaska, Ewert i Michalski, Warszawa).
- (1937) Geologia Warszawy Mapy geologiczne: A – na powierzchni; B – na głębokości 5 m; C – na głębokości 10 m; mapa górnej powierzchni iłów poznańskich; dawne glinianki i stawy Warszawy, 4 profile geologiczne przez Warszawę [wraz z Z. Sujkowskim]. (Zarząd Miasta Stołecznego Warszawy).
- (1953) Górny dogger i dolny malm Jury Krakowsko-Częstochowskiej (Prace Instytutu Geologicznego, 17).
- (1959) Wśród lodów i skał. Ze wspomnień uczestnika polskiej wyprawy polarnej na Ziemię Torella (Spitsbergen 1934 r.) (Sport i Turystyka, Warszawa).
- (1959) Geology of the north– western part of Torell Land, Vestspitsbergen, Studia Geologica Polonica, vol. 2, p. 1–98.
- (1967, wyd. II 1972) Plejstocen Polski środkowej na tle przeszłości w górnym trzeciorzędzie (PWN, Warszawa).
- (1978) Od „Mocht” do syntezy stratygrafii plejstocenu Polski, Roczniki Polskiego Towarzystwa Geologicznego, tom. 48 (3–4), s. 445–478.
- (1979) Geolog detektywem. Na tropach ludzi, kultur i sztuki. (Wiedza Powszechna, Warszawa).
- (1985) Jak powstawał mój warsztat naukowy?, Życie Szkoły Wyższej, 57–71, Warszawa.
- (1986) Structures pseudopériglaciaires au Sahara Central, Biuletyn peryglacjalny (Biul. peryglac.), no. 30, pp. 125–126. (razem z Anna Dylikową).
- (1988) Pyłowe utwory typu lessowego na świecie – ich występowanie i geneza (Studia Geol. Polon, 85, Warszawa).
- (1991) Less and less-like deposits. Evolution of views on the genesis of loess. Classical loess provinces. Loess of the warm zone (Ossolineum, Wrocław).
- (2002) 200 lat dziejów nauk geologicznych w Warszawie (Analecta. Studia i Materiały z Dziejów Nauki, nr 1–2/2002).
- (2006) Dzieje Warszawy widziane okiem geologa (Biuletyn Państwowego Instytutu Geologicznego, nr 419).